# Ваблинская волость
Ва́блинская во́лость — административно-территориальная единица, существовавшая в составе Дмитриевского уезда Курской губернии в 1861—1924 годах.
Административным центром было село Волково.

## География
Располагалась на юго-востоке уезда. Граничила с Генеральшинской и Кармановской волостями, а также с Льговским и Фатежским уездами. Относилась к числу нечернозёмных волостей. В настоящее время территория, на которой располагалась волость, является северо-восточной частью Конышёвского района.

## История
Образована в ходе крестьянской реформы 1861 года. По состоянию на 1877 год занимала 1-е место по численности населения среди волостей Дмитриевского уезда. 12 мая 1924 года в связи с упразднением Дмитриевского уезда была передана в состав Льговского уезда. В том же году Ваблинская волость была упразднена, вместо неё была создана Жигаевская волость с центром в селе Жигаево.

## Населённые пункты
По состоянию на 1877 год в состав волости входило 27 сельских обществ, 46 общин, 22 селения. Ниже представлен список наиболее значимых населённых пунктов:
- Волково
- Березовец
- Берлово
- Большое Городьково
- Вабля
- Вожово
- Жигаево
- Клесово
- Лукьянчиково
- Пучков
- Орлянка
- Рыжково
- Узник
- Яковлево

## Волостные старшины
- Фатьянов (1888 год)
- Семён Иванович Пахомов (до 1909 года[3] — после 1916 года[4])